# القارة (قنا)
قرية القارة هي إحدى القرى التابعة لمركز أبو تشت في محافظة قنا في جمهورية مصر العربية. حسب إحصاءات سنة 2006، بلغ إجمالي السكان في القارة 12894 نسمة، منهم 6267 رجل و6627 امرأة.